# Gran Premio Urquijo
El Gran Premio Urquijo es uno de los grandes premios que se disputa desde el 2011 en el Hipódromo de la Zarzuela de Madrid, durante la temporada de primavera, en el mes de junio. La carrera está destinada a caballos y yeguas de tres años en adelante sobre una distancia de 1.100 metros en línea recta.
La primera edición se disputó en 2011 sobre 1.200 metros en línea recta, siendo la única edición que no se disputó sobre los 1.100 metros en línea recta. Tanto en 2012 como en 2015 no se disputó el gran premio.

## Palmarés[1][2]
| Gran Premio Urquijo |                            |                            |                            |                            |                            |
| 2025                | NOISY NIGHT (GB)           | Antoine Werlé              | Guillermo Arizcorreta      | Cuadra El Factor Sorpresa  | 1100m                      |
| 2024                | MADRID (SPA)               | Václav Janáček             | Guillermo Arizcorreta      | Yeguada Rocío              | 1100m                      |
| 2023                | KING OF JUNGLE (IRE)       | Ricardo Nicolás Valle      | Óscar Anaya                | Cuadra Mallow Gran Canaria | 1100m                      |
| 2022                | GREAT PROSPECTOR (IRE)     | Ricardo Sousa              | Óscar Anaya                | Cuadra Mallow Gran Canaria | 1100m                      |
| 2021                | EL GUANCHE (FR)            | Borja Fayos                | Alfonso Núñez              | Cuadra Toledo              | 1100m                      |
| 2020                | EL GUANCHE (FR)            | Nicolás De Julián          | Alfonso Núñez              | Cuadra Toledo              | 1100m                      |
| 2019                | ANTONELLA (GB)             | Borja Fayos                | Tiago Martins              | Cuadra Siempre Fani        | 1100m                      |
| 2018                | PRESIDENCY (GB)            | Borja Fayos                | José Carlos Cerqueira      | Cuadra Zezinho             | 1100m                      |
| 2017                | IGOLLO DE CAMARGO (IRE)    | Václav Janáček             | Alberto Carrasco           | Cuadra Odisea              | 1100m                      |
| 2016                | TOTXO (IRE)                | Roberto Carlos Montenegro  | Ramón Avial                | Cuadra Rober               | 1100m                      |
| 2015                | No se disputó esta edición | No se disputó esta edición | No se disputó esta edición | No se disputó esta edición | No se disputó esta edición |
| 2014                | VALIANT BLUE (IRE)         | Borja Fayos                | Eduardo Buzón              | Cuadra Agrado              | 1100m                      |
| 2013                | S GRILLO (GB)              | Marco Secci                | Guillermo Arizkorreta      | Cuadra Ussía-Figueroa      | 1100m                      |
| 2012                | No se disputó esta edición | No se disputó esta edición | No se disputó esta edición | No se disputó esta edición | No se disputó esta edición |
| 2011                | NEWBY (GB)                 | Jorge Horcajada            | Blas Rama                  | Cuadra Adriana             | 1200m                      |